# Февзи Чакмак (квартал в Бахчелиевлер)
„Февзи Чакмак“ (на турски: Fevzi Çakmak) е квартал на Истанбул, разположен в околия Бахчелиевлер. Общата му площ е 0,53 км2. Според данни на Адресната система за регистриране на населението (ABPRS) към 2023 г. населението на „Февзи Чакмак“ е 23 814 жители.